# Цанков, Георгий
Георгий Цанков Веселинов (болг. Георги Цанков Веселинов; 8 апреля 1913, Кытина — 21 ноября 1990, София) — болгарский коммунистический политик и государственный деятель, один из высших руководителей БКП и НРБ в 1950-х. Член политбюро ЦК БКП в 1954—1962, министр внутренних дел НРБ в 1951—1962. Организатор политических репрессий. Участник пловдивских событий 1953. Смещён со всех постов и устранён из политики в порядке «борьбы с извращениями времён культа личности».

## Руководящие позиции
Родился в крестьянской семье. С 19-летнего возраста состоял в компартии, был активистом прокоммунистических профсоюзов. В 1941—1944 курировал боевые группы БКП в Софии.
После прихода к власти прокоммунистического Отечественного фронта Цанков возглавил огосударствленные профсоюзы и занимал этот пост до 1948. В 1947—1950 — член президиума Народного собрания НРБ. С февраля 1945 — член ЦК БКП, с марта 1954 — член политбюро. В 1962 некоторое время являлся заместителем председателя правительства.
Занимаемые посты означали принадлежность Георгия Цанкова к высшему партийно-государственному руководству.

## Во главе карательного аппарата
В 1951 Георгий Цанков был назначен министром внутренних дел в правительстве Вылко Червенкова. Сохранил этот пост в кабинете Антона Югова до 1962 (в 1950—1951 являлся также секретарём ЦК БКП). Дважды — в 1954 и 1958 — переутверждался на министерском посту. Имел воинское звание генерал-полковника.
МВД НРБ было органом, сосредоточившим в единой структуре правоохрану и госбезопасность (ДС). В его ведении находилось подавление оппозиции, включая Горянское движение, политические репрессии, концентрационные лагеря. В 1959, после закрытия концлагеря «Белене», Цанков инициировал создание заменяющего концлагеря в Ловечской области.
Наряду с Вылко Червенковым, Антоном Юговым, Тодором Живковым, Минчо Нейчевым, Георгием Дамяновым, Георгием Чанковым, Райко Дамяновым, Георгий Цанков определял карательную политику режима, в периоды как ужесточения, так и смягчения. В целом Цанков последовательно проводил сталинистский курс Червенкова.
4 мая 1953 Цанков в составе партийно-правительственной делегации находился в Пловдиве, где вспыхнула забастовка табачников и рабочее восстание. Приказ открыть огонь по протестующим отдал местный партийный секретарь Иван Прымов, но присутствие Цанкова означало фактическое подтверждение со стороны МВД.

## Попытка поворота
Перемены в СССР, XX съезд КПСС и Хрущёвская оттепель вынудили режим БКП к определённым подвижкам и контролируемой либерализации. Георгий Цанков сменил риторику, перейдя к «критике культа личности»:

Я долго думал и пришёл к выводу, что существует два основных рычага, которые искусственно создают культ личности. Первый — пропаганда, великая сила которой в Советском Союзе сыграла свою роль и была использована в таких масштабах, каких мы не можем даже представить. Второй — силы безопасности, которые, там где пропаганда не помогает, применяют насилие и репрессии, уничтожая всех, кто может помешать.

Смена акцентов позволила Цанкову продержаться в руководстве БКП и на правительственном посту ещё более пяти лет.

## Изгнание из руководства
4 ноября 1962 состоялось заседание ЦК БКП, на котором генеральный секретарь Тодор Живков выступил с докладом «Об извращениях и нарушениях социалистической законности во времена культа личности». Он назвал период правления Вылко Червенкова «чёрным пятном в истории нашей партии», подверг жёсткой критике «средневековые гитлеровские пытки в ДС».
Вину за «извращения» он возложил на Сталина и на его «орудия» в Болгарии — прежде всего Вылко Червенкова, Антона Югова и Георгия Цанкова. Особо Цанкову вменялись в вину жесточайшие условия содержания заключённых в Ловечском концлагере.
Цанков выступил на пленуме с обычным ритуалом партийной «самокритики»:

Товарищи, подробное объяснение моей вины как министра внутренних дел я дал перед
Апрельским пленумом… И сегодня я не изменю ни единой запятой в моих объяснениях… моей ответственности и причин извращений в ДС… Я хочу сказать, что партия перелистнёт тёмную страницу своей истории в преддверии великого события, которое состоится завтра — VIII съезда нашей партии… Товарищ Живков объяснит, какими этапами и почему ДС дошёл до извращений…

Он также доказывал необходимость поиска врагов и старался разделить ответственность с Юговым и Руси Христозовым, занимавшими до него пост главы МВД.
Решением пленума ЦК БКП Георгий Цанков — а также Вылко Червенков, Антон Югов, Руси Христозов, Георгий Кумбилиев, Иван Райков, Апостол Колчев — были выведены из состава ЦК и сняты со всех государственных постов (Червенков при этом исключён из партии).
Характерно, однако, что после отстранения Цанкова курировать Ловечский концлагерь продолжал известный особой жестокостью Мирчо Спасов, ближайший подручный Живкова (получивший лишь формальный выговор). Это наглядно демонстрировало, что «извращения и нарушения» — сами по себе совершенно реальные — были лишь предлогом, использованным в борьбе за власть. Показательно также, что сменивший Георгия Цанкова на посту министра внутренних дел Дико Диков и его преемник Ангел Солаков со временем так же были устранены Живковым в ходе партийных интриг (хотя под другими предлогами).

## В отставке. Смерть на фоне перемен
В 1964 Цанков был отозван из Народного собрания. Более он не участвовал в болгарской политике и вёл частную жизнь пенсионера.
Скончался Георгий Цанков спустя год после отстранения от власти Тодора Живкова. К тому времени режим БКП перестал существовать.